# Rallye Team Spain
Rallye Team Spain es un equipo privado de rally español creado por la Real Federación Española de Automovilismo en 2018. Ha participado desde entonces en España, tanto en el campeonato de asfalto como en el de tierra y en pruebas extranjeras del campeonato de Europa y del campeonato del mundo. Los pilotos que han pasado por el equipo son: Efrén Llarena, Jan Solans, Nil Solans y ocasionalmente José Antonio Suárez, Emma Falcón e Iago Gabeiras. En el caso de Llarena y Solans obtuvieron un puesto en el equipo tras ganar la Beca Júnior R2, una copa promocional organizada por la federación para potenciar a los pilotos jóvenes.
En 2019 Jan Solans logró el título de campeón mundial júnior y Efrén Llarena el campeonato europeo júnior y la victoria en la categoría ERC3, ambos bajo los colores del Rallye Team Spain.

## Historia
Efrén Llarena fue el primer piloto en ganar la Beca Júnior R2 organizada por la federación para potenciar a los jóvenes pilotos y que arrancó en 2017. De esta manera obtuvo como premio una participación con un Peugeot 208 R2 en el campeonato de Europa. Disputó cinco pruebas y obtuvo tres podios en la categoría ERC Junior U27, finalizando en tercera posición. En 2019 repitió programa mejorando sus resultados: consiguió la victoria en la categoría júnior en el Azores, un segundo puesto en Canarias. Luego de un quinto puesto en Liepaja y un abandono en Polonia, tras sufrir un fuerte accidente, acude a Roma donde suma otro podio, un tercer puesto, y finalmente obtiene la victoria en el Rally de Zlín y el título europeo júnior. Semanas después de este triunfo Llarena logra en Chipre otro título, el ERC3.
Tras vencer la Beca Júnior R2 RFEdA en 2018, Jan Solans dispuso de un Ford Fiesta R2 con el que disputó el campeonato mundial júnior durante la temporada 2019 con debut en el rally de Suecia.
En octubre de 2019 la federación presentó el equipo que representará a España en los FIA Motorsport Games que se disputará del 1 al 3 de noviembre. El Rallye Team Spain estará presente en la categoría GT Cup, con sendos Lamborghini Huracán pilotados por Fernando Navarrete y Álvaro Lobera; en la Fórmula 4 Cup con Belén García y en la Touring Car Cup Gonzalo de Andrés a los mandos de un Peugeot 308 GTI.
En 2020 Efrén Llarena afrontó el campeonato de Europa con una nueva montura, el Citroën C3 R5. Con él logró ser sexto en Roma y séptimo en Liepaja, pero en Hungría logró su primer podio en el europeo tras Andreas Mikkelsen y Gregoire Munster primero y segundo respectivamente. Fue también el primer podio para Rallye Team Spain. Por su parte Josep Bassas afrontó las categorías ERC 3 y ERC3 Júnior donde sumó una victoria y tres podios en ambas. 

## Programas de apoyo

### Beca Júnior R2
Es un programa de apoyo a jóvenes pilotos que se disputan con vehículos de la categoría R2 en un pequeño calendario que mezcla pruebas del campeonato de asfalto y el de tierra. El ganador obtiene un puesto en el Rally Team Spain con el que participa en pruebas nacionales y extranjeras. Efrén Llarena y Jan Solans fueron los dos primeros ganadores de la beca.

### Beca U24
Al igual que la Beca Júnior, la Beca U24 es un programa de apoyo a jóvenes pilotos pero considerada como un escalón por debajo. Está destinada a menores de 24 años y también se alternan pruebas de asfalto y tierra. Se estrenó en el Rallye Circuito de Navarra de 2019 de manera paralela a la Copa Kobe Motor, copa monomarca surgida en 2015, donde se compite el Toyota Aygo N3. Al año siguiente se sustituyó por la Copa Dacia Sandero.

### Tu primer CERA
Tu primer CERA, es un programa impulsado por el Rallye Team Spain para apoyar a pilotos con poca experiencia. Arrancó en la temporada 2018 y permitió que pilotos locales debutasen en pruebas del campeonato de España de asfalto. Ese año Sergio Arenas y Antonio Peñalver dispusieron cada uno de un Dacia Sandero N3 con el que debutaron en el Rally de La Nucía-Mediterráneo. En 2019 Víctor Manuel Requena y Juan Carlos Mordillo, inscritos por sus respectivas federaciones locales, pilotaron también sendos Dacia Sandero N3 en el Rally Comunidad de Madrid.

## Resultados

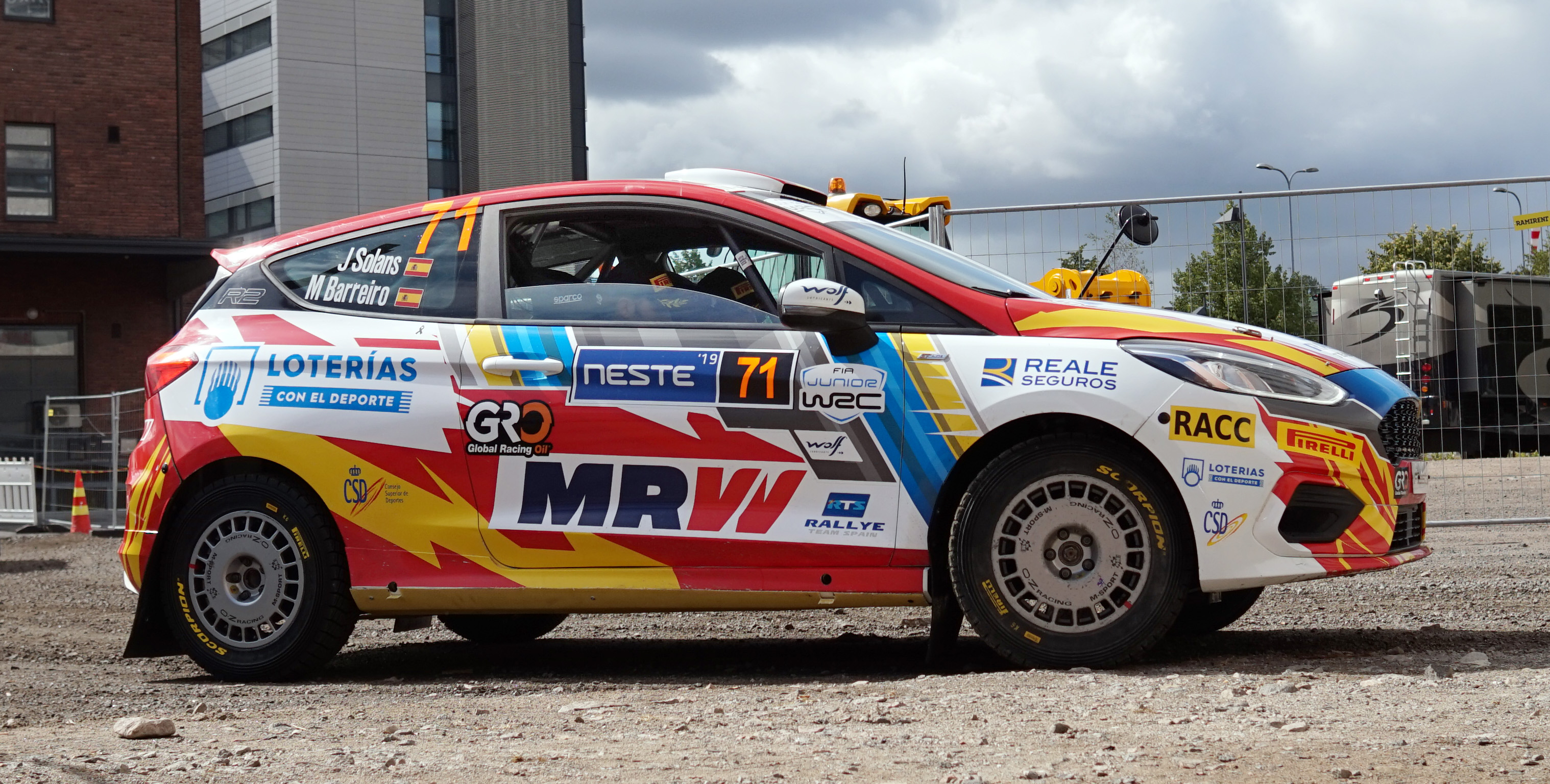
Jan Solans fue campeón del mundo júnior con el Ford Fiesta R2T del Rallye Team Spain en la temporada 2019. En la imagen durante el rally de Finlandia.

### WRC
| Año  | Piloto     | Automóvil       | 1   | 2      | 3   | 4      | 5   | 6   | 7   | 8      | 9      | 10  | 11  | 12     | 13  | 14    | Pos. | Puntos |
| ---- | ---------- | --------------- | --- | ------ | --- | ------ | --- | --- | --- | ------ | ------ | --- | --- | ------ | --- | ----- | ---- | ------ |
| 2019 | Jan Solans | Ford Fiesta R2T | MON | SWE 32 | MEX | FRA 28 | ARG | CHI | POR | ITA 21 | FIN 18 | GER | TUR | GBR 21 | ESP | AUS C | -    | -      |

### JWRC
| Año  | Piloto     | Automóvil       | 1     | 2     | 3     | 4     | 5     | Pos. | Puntos |
| ---- | ---------- | --------------- | ----- | ----- | ----- | ----- | ----- | ---- | ------ |
| 2019 | Jan Solans | Ford Fiesta R2T | SWE 3 | FRA 4 | ITA 1 | FIN 2 | GBR 1 | 1º   | 151    |

### ERC
| Año  | Piloto              | Automóvil              | 1       | 2       | 3       | 4       | 5       | 6       | 7       | 8      | Pos. | Puntos  |
| ---- | ------------------- | ---------------------- | ------- | ------- | ------- | ------- | ------- | ------- | ------- | ------ | ---- | ------- |
| 2018 | Efrén Llarena       | Peugeot 208 R2         | POR 16  | ESP Ret | GRE     | CYP     | ITA 19  | CZE 25  | POL 14  | LVA    | -    | 0       |
| 2019 | Efrén Llarena       | Peugeot 208 R2         | POR 13  | ESP 21  | LVA 25  | POL Ret | ITA 20  | CZE 10  | CYP 14  | HUN    | 44.º | 1       |
| 2019 | José Antonio Suárez | Hyundai i20 R5         | POR     | ESP 15  | LVA     | POL     | ITA     | CZE     | CYP     | HUN    | -    | 0       |
| 2020 | Efrén Llarena       | Citroën C3 R5          | ITA 6   | LVA 7   | POR Ret | HUN 3   | ESP 20  |         |         |        | 6º   | 52      |
| 2020 | Josep Bassas Mas    | Peugeot 208 Rally4     | ITA 19  | LVA 25  | POR 13  | HUN 20  | ESP DES |         |         |        | -    | 0       |
| 2021 | Efrén Llarena       | Škoda Fabia Rally2 evo | POL 6   | LVA 4   | ITA 4   | CZE 6   | AZO 3   | POR Ret | HUN 4   | ESP 2  | 2º   | 153     |
| 2021 | Nil Solans          | Škoda Fabia Rally2 evo | POL 4   | LVA 11  | ITA Ret | CZE     | AZO Ret | POR 5   | HUN     | ESP    | 7º   | 46 (50) |
| 2021 | Josep Bassas Mas    | Peugeot 208 Rally4     | POL 28  | LVA 29  | ITA 30  | CZE 17  | AZO Ret | POR 18  | HUN Ret | ESP 17 | -    | 0       |
| 2021 | Alejandro Cachón    | Peugeot 208 Rally4     | POL Ret | LVA     | ITA 32  | CZE Ret | AZO     | POR     | HUN 14  | ESP    | 60.º | 2       |
| 2022 | Nil Solans          | VW Polo GTI R5         | POR 1   | AZO     | ESP     | POL     | LVA     | ITA     | CZE     | TBA    | 1º   | 32      |

### ERC 3
| Año  | Piloto           | Automóvil          | 1     | 2       | 3     | 4       | 5       | 6     | 7     | 8   | Pos. | Puntos |
| ---- | ---------------- | ------------------ | ----- | ------- | ----- | ------- | ------- | ----- | ----- | --- | ---- | ------ |
| 2018 | Efrén Llarena    | Peugeot 208 R2     | POR 2 | ESP Ret | GRE   | CYP     | ITA 3   | CZE 7 | POL 2 | LVA | 3º   | 96     |
| 2019 | Efrén Llarena    | Peugeot 208 R2     | POR 1 | ESP 4   | LVA 5 | POL Ret | ITA 4   | CZE 1 | CYP   | HUN | 1º   | 173    |
| 2020 | Josep Bassas Mas | Peugeot 208 Rally4 | ITA 2 | LVA 7   | POR 1 | HUN 2   | ESP DES |       |       |     | 2º   | 117    |

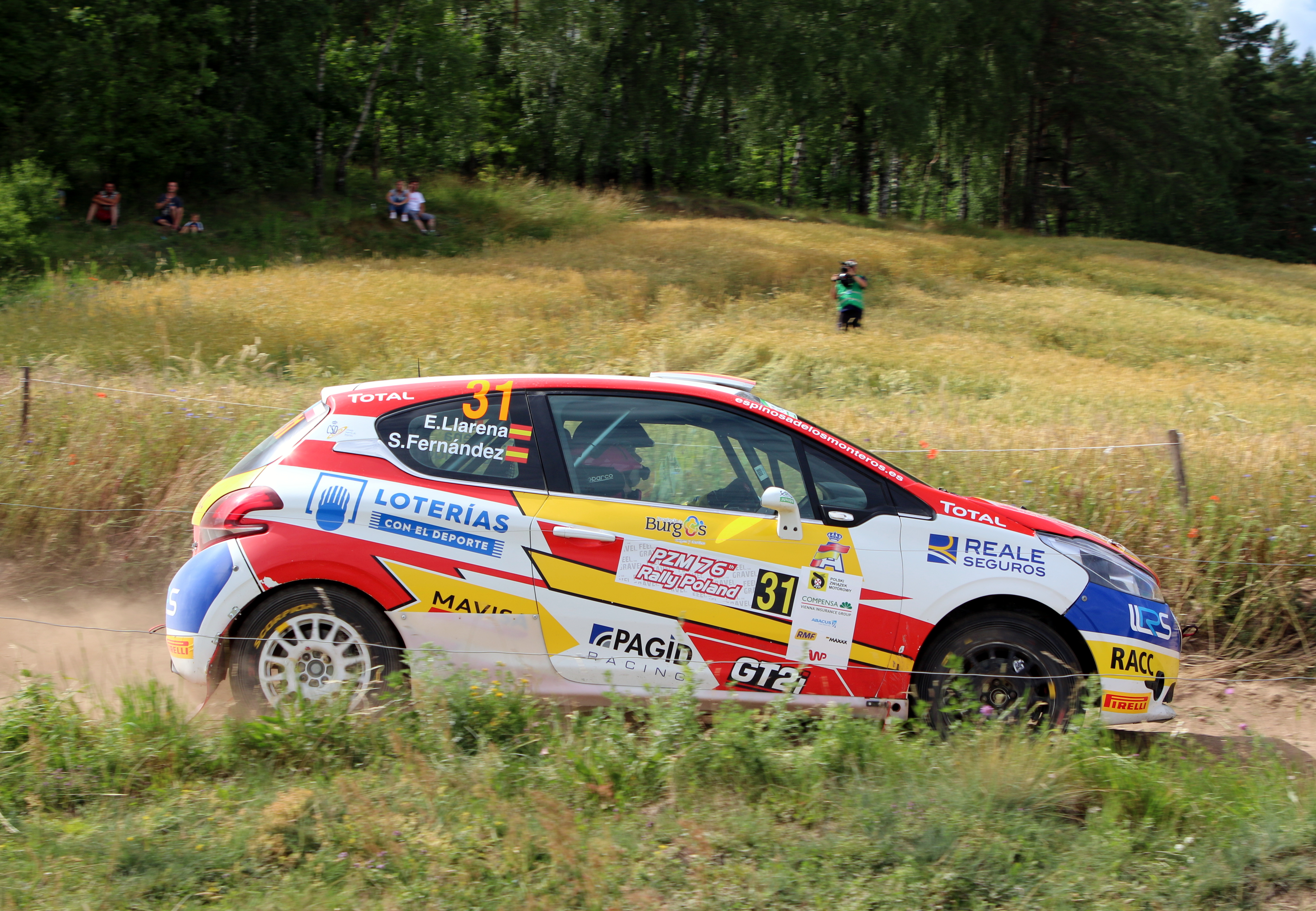
La categoría ERC 3 perteneciente al campeonato de Europa es donde más éxitos ha sumado el equipo. Entre Efrén Llarena y Josep Bassas han logrado, un título en 2019 para Llarena y varios podios.

- Nota: En el Rally de Chipre de 2019 Llarena logró el primer puesto de la categoría pero inscrito con el equipo Peugeot Rally Academy.

### ERC Nation's Cup
| Año  | 1      | 2      | 3      | 4     | 5      | 6      | 7      | 8   | Pos. | Puntos |
| ---- | ------ | ------ | ------ | ----- | ------ | ------ | ------ | --- | ---- | ------ |
| 2018 | POR 25 | ESP    | GRE    | CYP   | ITA 15 | CZE 15 | POL 18 | LVA | 3º   | 73     |
| 2019 | POR 25 | ESP 43 | LVA 18 | POL 0 | ITA 30 | CZE 25 | CYP    | HUN | 2º   | 141    |

### ERC Teams
| Año  | 1      | 2      | 3      | 4       | 5      | 6      | 7   | 8   | Pos. | Puntos |
| ---- | ------ | ------ | ------ | ------- | ------ | ------ | --- | --- | ---- | ------ |
| 2019 | POR 25 | ESP 18 | LVA 15 | POL Ret | ITA 15 | CZE 25 | CYP | HUN | 5º   | 98     |
| 2020 | ITA 52 | LVA 43 | POR 40 | HUN 62  | ESP 0  |        |     |     | 1º   | 199    |

### ERC Junior U27
| Año  | Piloto        | Automóvil      | 1     | 2       | 3     | 4     | 5     | 6   | Pos. | Puntos |
| ---- | ------------- | -------------- | ----- | ------- | ----- | ----- | ----- | --- | ---- | ------ |
| 2018 | Efrén Llarena | Peugeot 208 R2 | POR 2 | ESP Ret | ITA 3 | CZE 7 | POL 2 | LIE | 3º   | 97     |

### ERC Junior
| Año  | Piloto        | Automóvil      | 1     | 2     | 3     | 4       | 5     | 6     | Pos. | Puntos |
| ---- | ------------- | -------------- | ----- | ----- | ----- | ------- | ----- | ----- | ---- | ------ |
| 2019 | Efrén Llarena | Peugeot 208 R2 | POR 1 | ESP 2 | LVA 5 | POL Ret | ITA 3 | CZE 1 | 1º   | 133    |

### ERC 3 Júnior
| Año  | Piloto           | Automóvil          | 1     | 2     | 3     | 4     | 5       | Pos. | Puntos |
| ---- | ---------------- | ------------------ | ----- | ----- | ----- | ----- | ------- | ---- | ------ |
| 2020 | Josep Bassas Mas | Peugeot 208 Rally4 | ITA 2 | LVA 7 | POR 1 | HUN 2 | ESP DES | 2º   | 117    |

### CERA
| Año  | Piloto                  | Automóvil          | 1      | 2      | 3       | 4       | 5       | 6   | 7   | 8       | 9   | 10     | 11      | Pos. | Puntos |
| ---- | ----------------------- | ------------------ | ------ | ------ | ------- | ------- | ------- | --- | --- | ------- | --- | ------ | ------- | ---- | ------ |
| 2018 | Efrén Llarena           | Peugeot 208 R2     | COC    | SMO    | CAN Ret | ADE     | OUR     | FER | PDA | LLA     | CAN | MED    |         | 13º  | 50     |
| 2018 | Efrén Llarena           | Ford Fiesta R5     |        |        |         |         |         |     |     |         |     |        | MAD 4   | 13º  | 50     |
| 2019 | Efrén Llarena           | Peugeot 208 R2     | SMO    | CAN 15 | ADE     | OUR     | COC     | FER | PDA | LLA     | CAN | MED    | MAD     | 62.º | 6      |
| 2019 | Iago Gabeiras           | Peugeot 208 R2     | SMO 19 | CAN    | ADE     | OUR     | COC     | FER | PDA | LLA Ret | CAN | MED    | MAD Ret | 93.º | 2      |
| 2019 | José Antonio Suárez     | Hyundai i20 R5     | SMO    | CAN 9  | ADE     | OUR     | COC     | FER | PDA | LLA     | CAN | MED    | MAD     | 8º   | 86     |
| 2019 | Gonzalo Cabanes         | Dacia Sandero      | SMO    | CAN    | ADE     | OUR     | COC     | FER | PDA | LLA     | CAN | MED 34 | MAD     | -    | 0      |
| 2020 | Efrén Llarena           | Citroën C3 R5      | OUR    | FER    | PDA 4   | MED     | CAN 9   | MAD |     |         |     |        |         | 13º  | 25     |
| 2020 | Alejandro Martín Afonso | Peugeot 208 Rally4 | OUR    | FER    | PDA 16  | MED 24  | CAN 13  | MAD |     |         |     |        |         | 34º  | 5      |
| 2020 | Emilio Martí            | Citroën C3 N5      | OUR    | FER    | PDA     | MED Ret | CAN     | MAD |     |         |     |        |         | -    | 0      |
| 2020 | Pepe López              | Citroën C3 R5      | OUR    | FER    | PDA     | MED     | CAN Ret | MAD |     |         |     |        |         |      |        |
| 2020 | Kevin Guerra Rodríguez  | Citroën C3 N5      | OUR    | FER    | PDA     | MED     | CAN Ret | MAD |     |         |     |        |         | -    | 0      |
| 2020 | Josep Bassas Mas        | Peugeot 208 Rally4 | OUR    | FER    | PDA     | MED     | ESP DES | MAD |     |         |     |        |         |      |        |

### CERT
| Año  | Piloto           | Automóvil          | 1      | 2      | 3       | 4   | 5      | 6   | 7   | 8   | Pos. | Puntos |
| ---- | ---------------- | ------------------ | ------ | ------ | ------- | --- | ------ | --- | --- | --- | ---- | ------ |
| 2019 | Iago Gabeiras    | Peugeot 208 R2     | LOR 17 | POZ    | NAV     | TDA | AST 16 | VOL | GRA | MAD | 32º  | 10     |
| 2020 | Josep Bassas Mas | Peugeot 208 R2     | LOR 7  | AUG    | MAD     |     |        |     |     |     | 13º  | 19     |
| 2020 | Alejandro Martín | Peugeot 208 Rally4 | LOR    | AUG 24 | MAD Ret |     |        |     |     |     | -    | 0      |
| 2020 | Adrián Torreiro  | Dacia Sandero      | LOR    | AUG    | MAD Ret |     |        |     |     |     | -    | 0      |

### S-CER
| Año  | Equipo           | Automóvil          | 1     | 2     | 3   | 4   | 5   | 6       | 7   | 8   | Posi. | Puntos |
| ---- | ---------------- | ------------------ | ----- | ----- | --- | --- | --- | ------- | --- | --- | ----- | ------ |
| 2019 | Efrén Llarena    | Peugeot 208 R2     | LOR 6 | CAN 6 | TDA | OUR | AST | PDA     | GRA | MAD | DNQ   | 20     |
| 2020 | Josep Bassas Mas | Peugeot 208 Rally4 | LOR 4 | FER   | TDA | NUC | MAD | CAN 8   |     |     | 14º   | 14     |
| 2020 | Pepe López       | Citroën C3 R5      | LOR 4 | FER   | TDA | NUC | MAD | CAN Ret |     |     |       |        |